# Eurytion (Phthie)
Pour les articles homonymes, voir Eurytion.
Dans la mythologie grecque, Eurytion, fils d'Actor et de Démonassa (ou bien d'Iros, un fils d'Actor), est le roi de Phthie. Il prend par à l'expédition des Argonautes. Il passe pour avoir purifié Pélée du meurtre de Phocos et lui avoir donné sa fille Antigone ainsi qu'un tiers de son royaume (selon les traditions, on attribue plutôt ce fait à Actor). Mais il fut ensuite tué accidentellement par son gendre lors de la chasse du sanglier de Calydon.